# フィムヴォルズハウルス
座標: 北緯63度37分53秒 西経19度26分50秒 / 北緯63.63135度 西経19.44725度

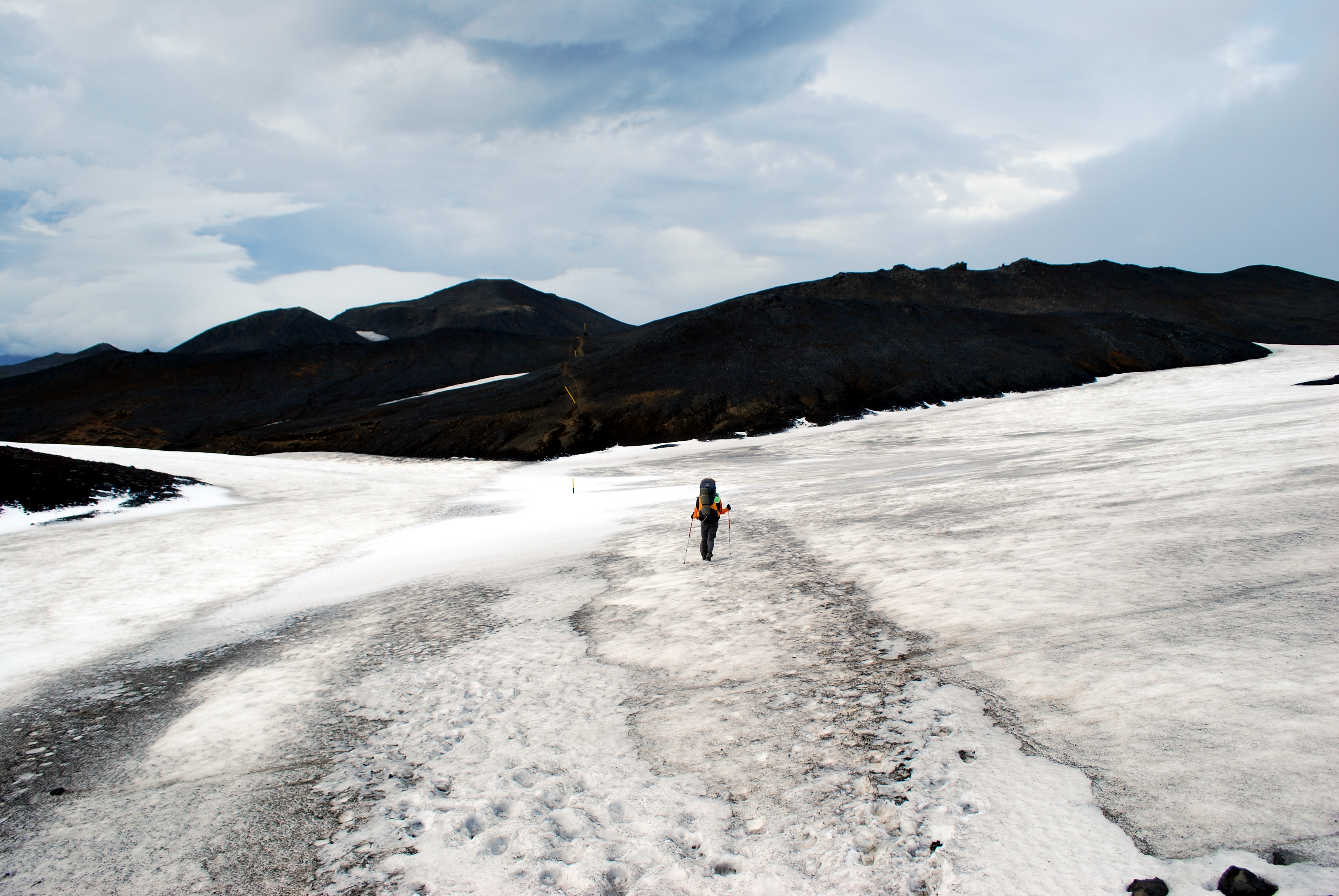
フィムヴォルズハウルス

フィムヴォルズハウルス（アイスランド語: Fimmvörðuháls,  [ˈfimːˌvœrðʏˌhauls], 「五つのケルン状の嶺々」の意）とは、アイスランド南部にある、エイヤフィヤトラ氷河とミルダルス氷河に挟まれた地域のことである。
スコウガル村からソウルスモルク（アイスランド語: Thórsmörk）自然保護区へと向かう道がここを通っており、22 km の長距離と 1000 m の高低差にもかかわらず、アイスランドで最も人気な散歩道の一つとなっている。 フィムヴォルズハウルスには、アイスランドにあるハイキング協会の一つウーティヴィスト（アイスランド語: Útivist）が所有する、近代的で快適な山小屋が設置されている。その近くにはバルドヴィンススカウリ（アイスランド語: Baldvinsskáli）という、もう少し古くて設備も少ない山小屋もある。スコウガル村からの道筋は特に美しく、道に沿って数多くの滝を見ることができる。この道は6月中旬から8月下旬までの間のみ通ることができる。1970年5月16日夜に、3人の旅行者が吹雪に巻かれてこの山道で亡くなった。
フィムヴォルズハウルス道からさらに引き続いて、ロイガヴェーグル（アイスランド語: Laugavegur）道を通り、ソウルスモルクからランドマンナロイガル（アイスランド語: Landmannalaugar）へと向かうことができる。この場合、旅程は4-6日間ほどになる。

## 2010年の噴火

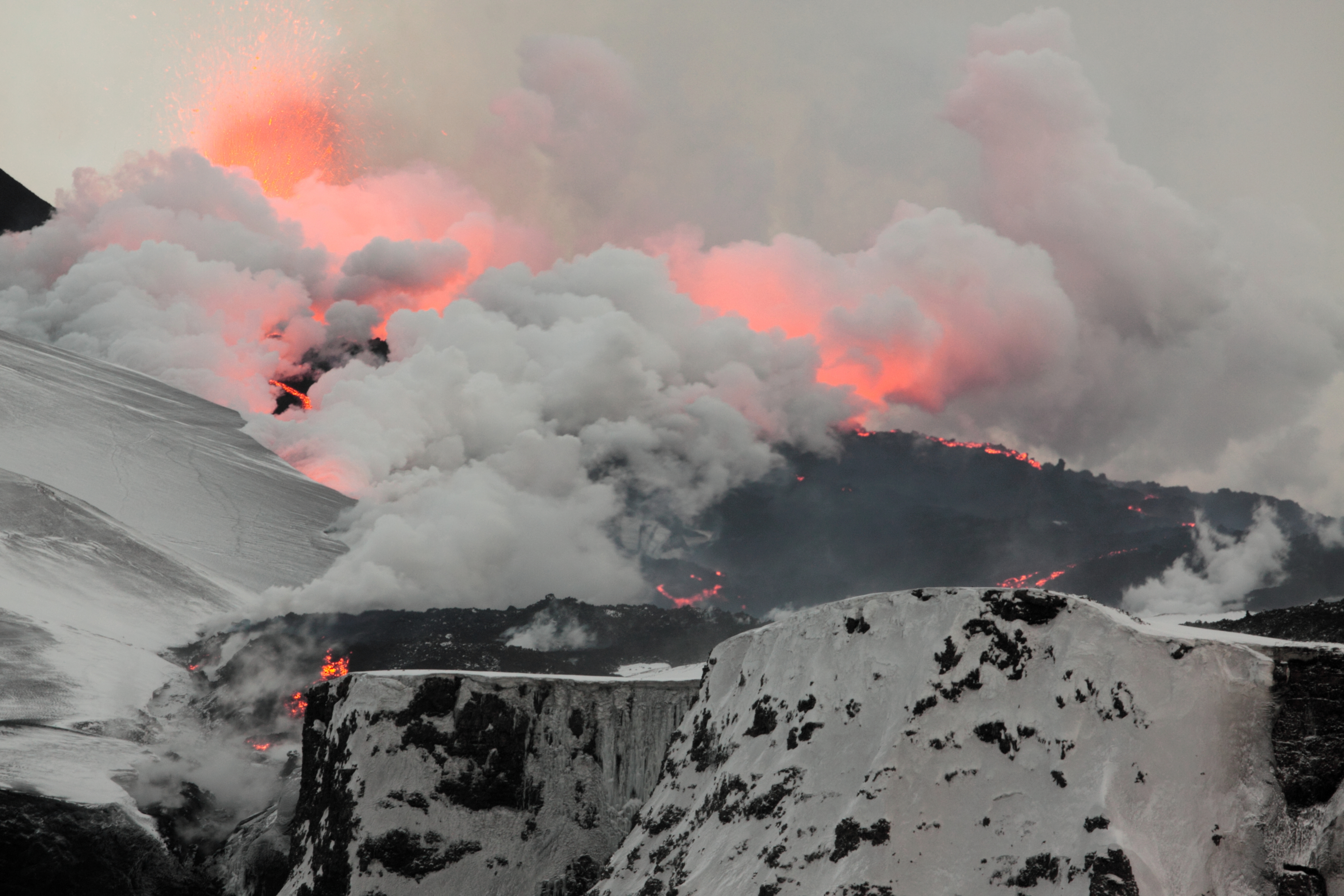
フィムヴォルズハウルスにできた亀裂。2010年4月2日撮影。溶岩が流れ出し、雪が溶けて水蒸気となっている。

2010年3月20日、エイヤフィヤトラ氷河火山の噴火がフィムヴォルズハウルスで発生した。何ヶ月にもおよぶ、エイヤフィヤトラ氷河の下の小さな地震の後のことだった。噴火は午後11時前後に始まり、峠道の北部に長さ 0.5 km の亀裂が発生した。
ちょうど一週間ほどのち、フィムヴォルズハウルスの噴火は長さ 300 m の亀裂を生み出し、新たな噴火口がソウルスモルクへと北進する道 で噴火するのが見られた。ソウルスモルクは人気の観光客向け自然保護区であり、このことが、火山学者たちがさらに状況を評価する間の、観光の一時的な中止を促した。
4月に入り、引き続いてエイヤフィヤトラ氷河本体でより大きな噴火が起こった。さらには、これが引き金となって、近くにあるカトラ火山でより大きな噴火が起きるのではないかと懸念されている。